# Leptorhethum dominicense
Leptorhethum dominicense är en tvåvingeart som beskrevs av Robinson 1975. Leptorhethum dominicense ingår i släktet Leptorhethum och familjen styltflugor.
Artens utbredningsområde är Dominica. Inga underarter finns listade i Catalogue of Life.